# Cimetière du Centre d'Hénin-Beaumont
Le cimetière du Centre d'Hénin-Beaumont est un cimetière situé dans le centre-ville de la commune d'Hénin-Beaumont, dans le Pas-de-Calais, en France. Jusque 1970 inclus (et la fusion effective le 1er janvier 1971), il s'agissait du cimetière d'Hénin-Liétard.

## Description
La Chapelle Saint-Roch est située en face du cimetière. Le cimetière du centre comporte notamment plusieurs monuments aux morts et deux carrés militaires.

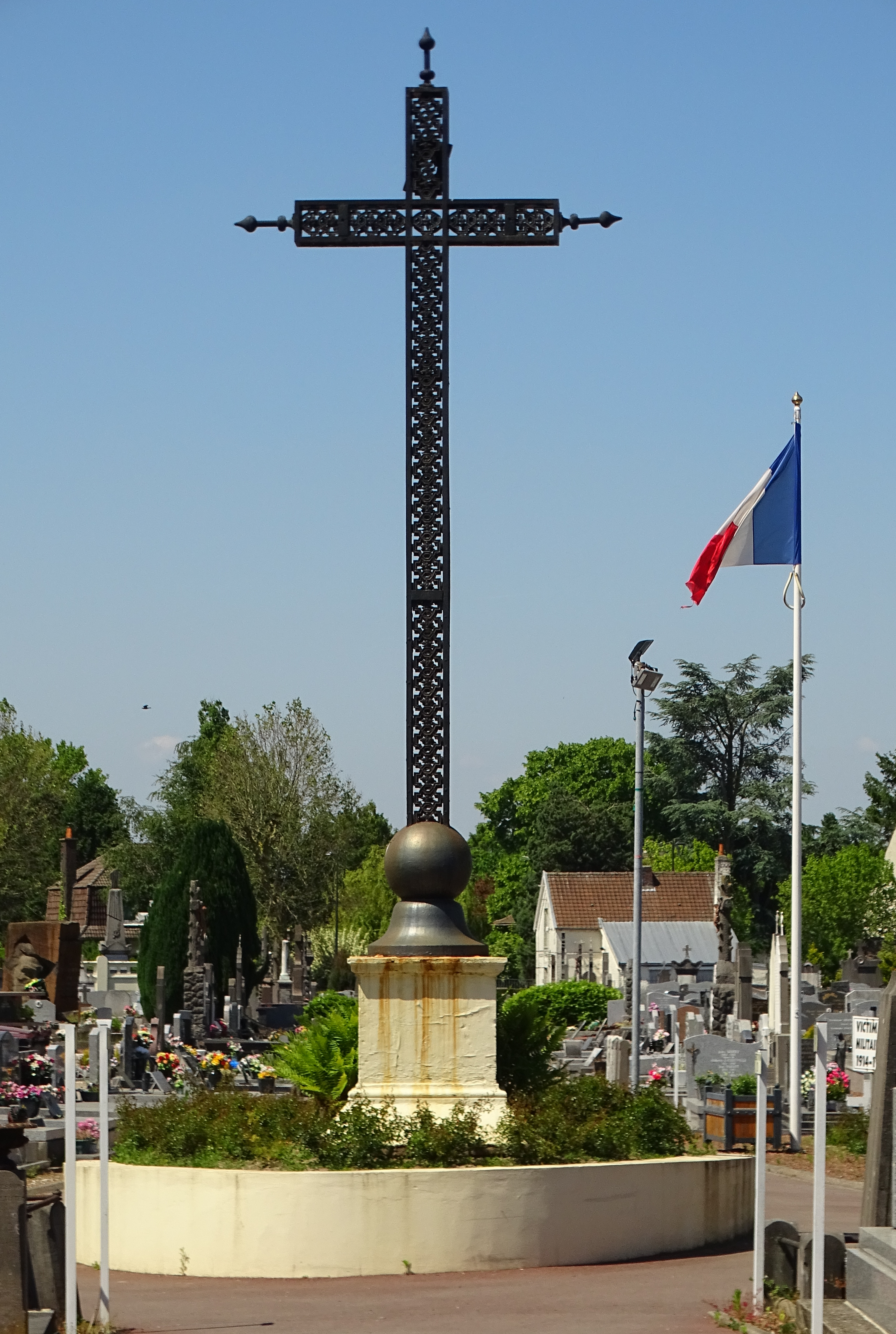
Le calvaire.
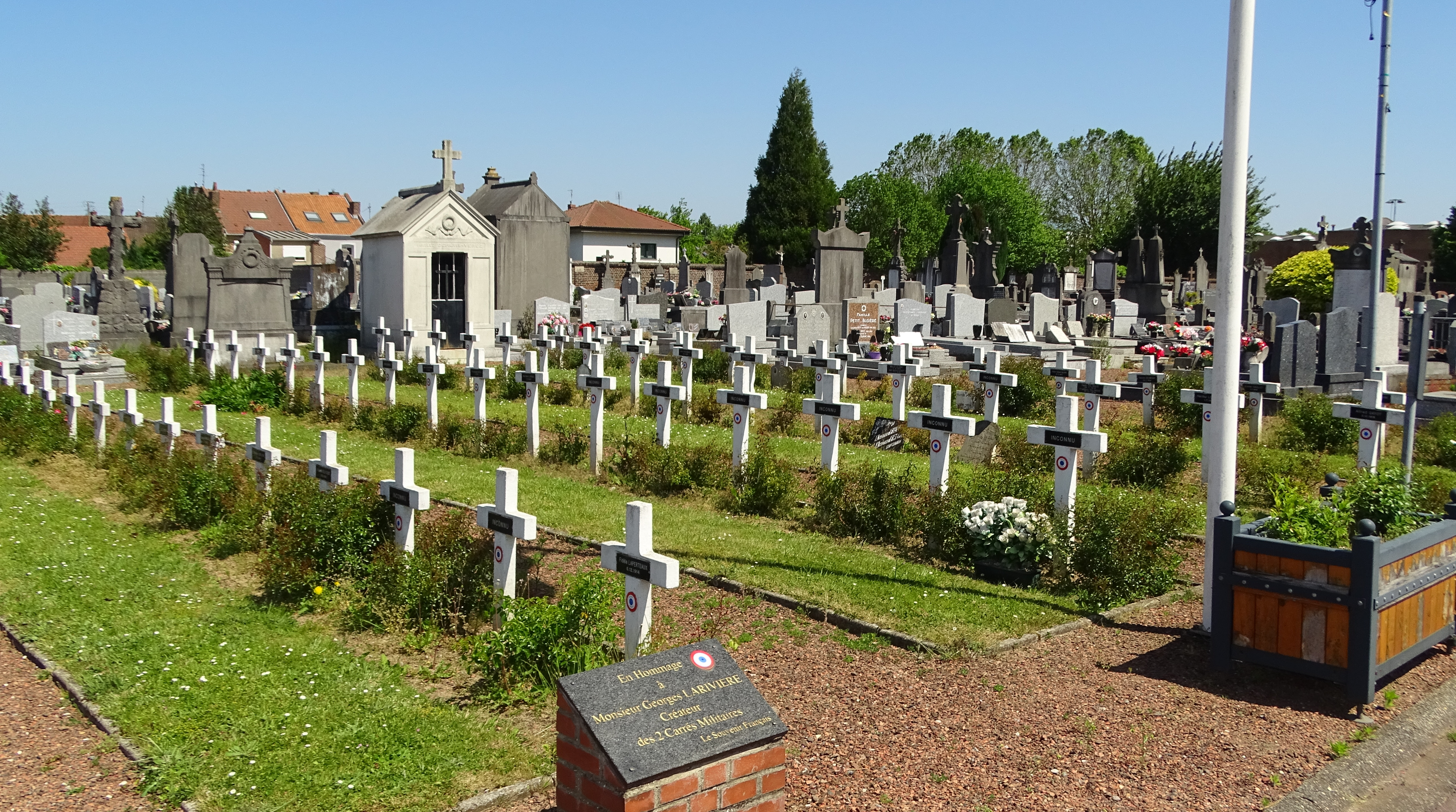
L'un des deux carrés militaires.
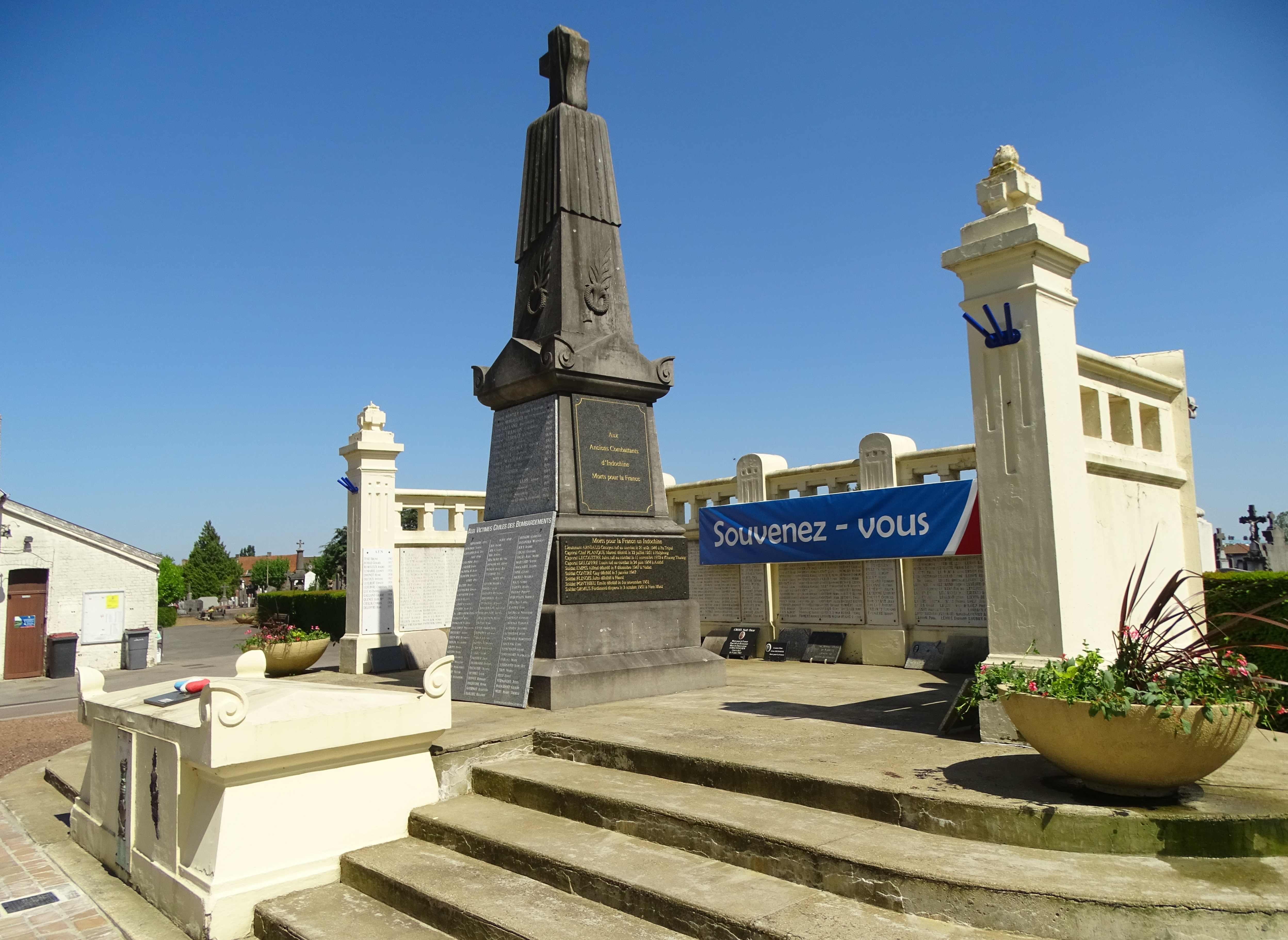
Le principal monument aux morts.
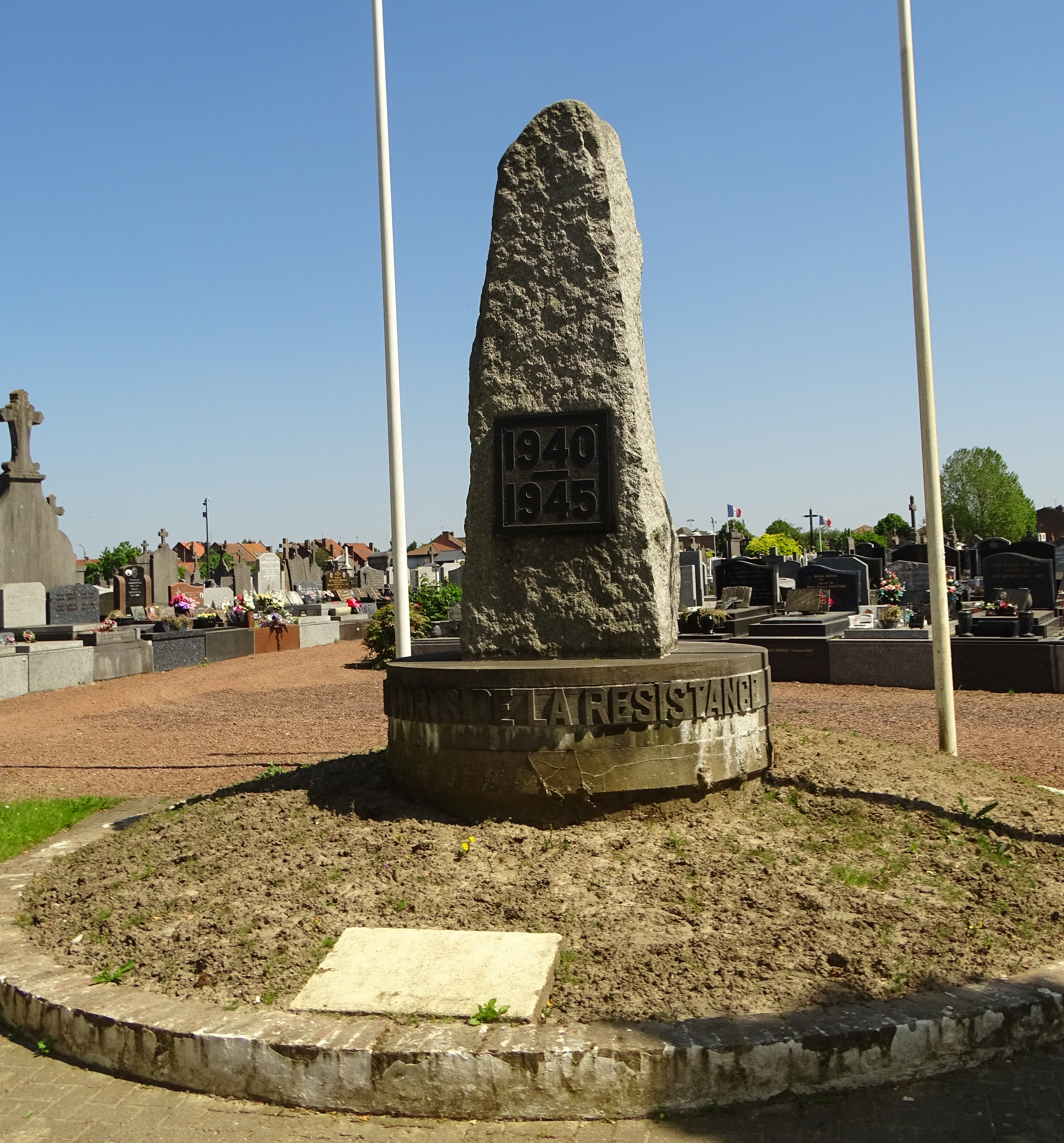
Le monument aux morts de la Résistance.
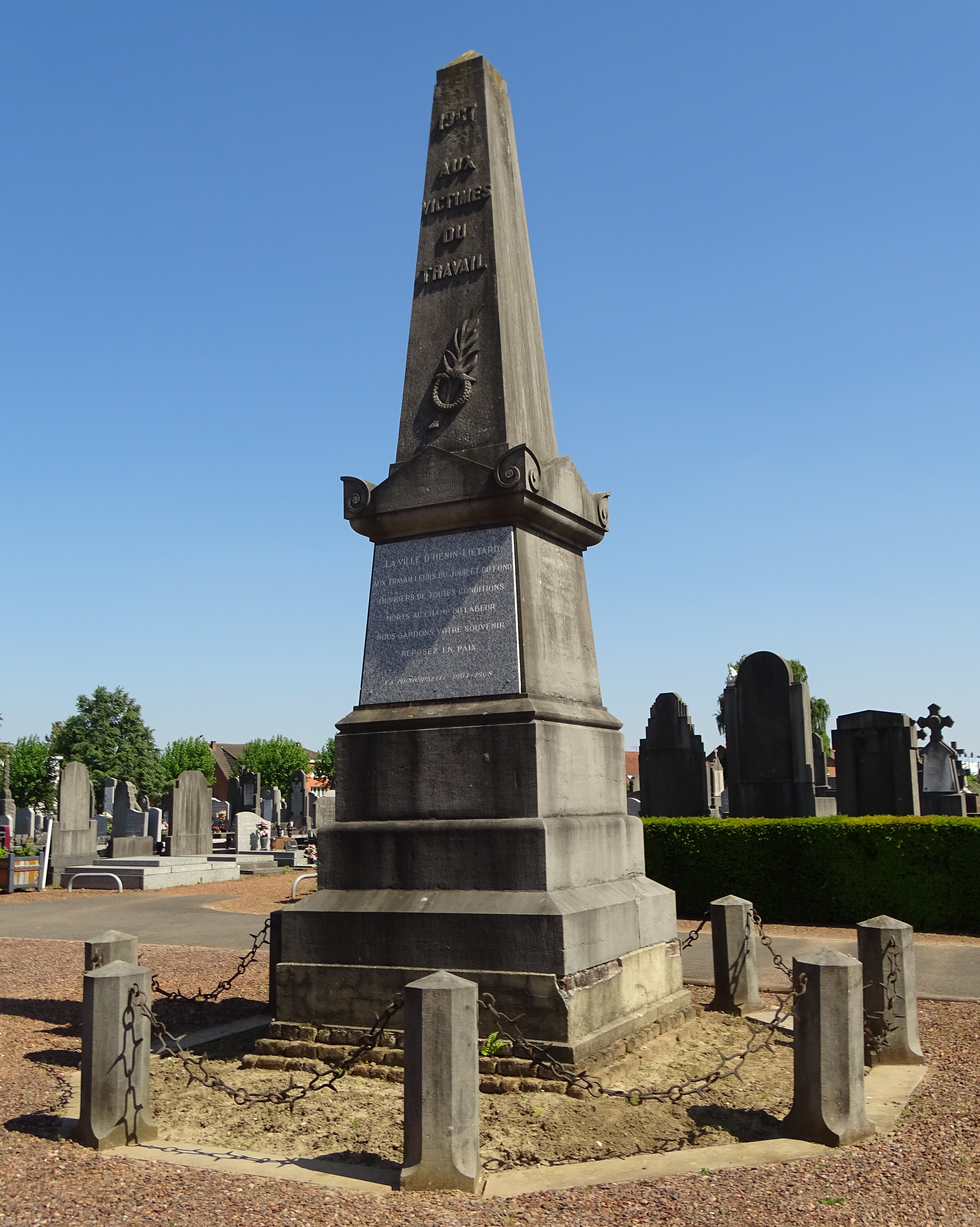
Le monument aux victimes du travail.
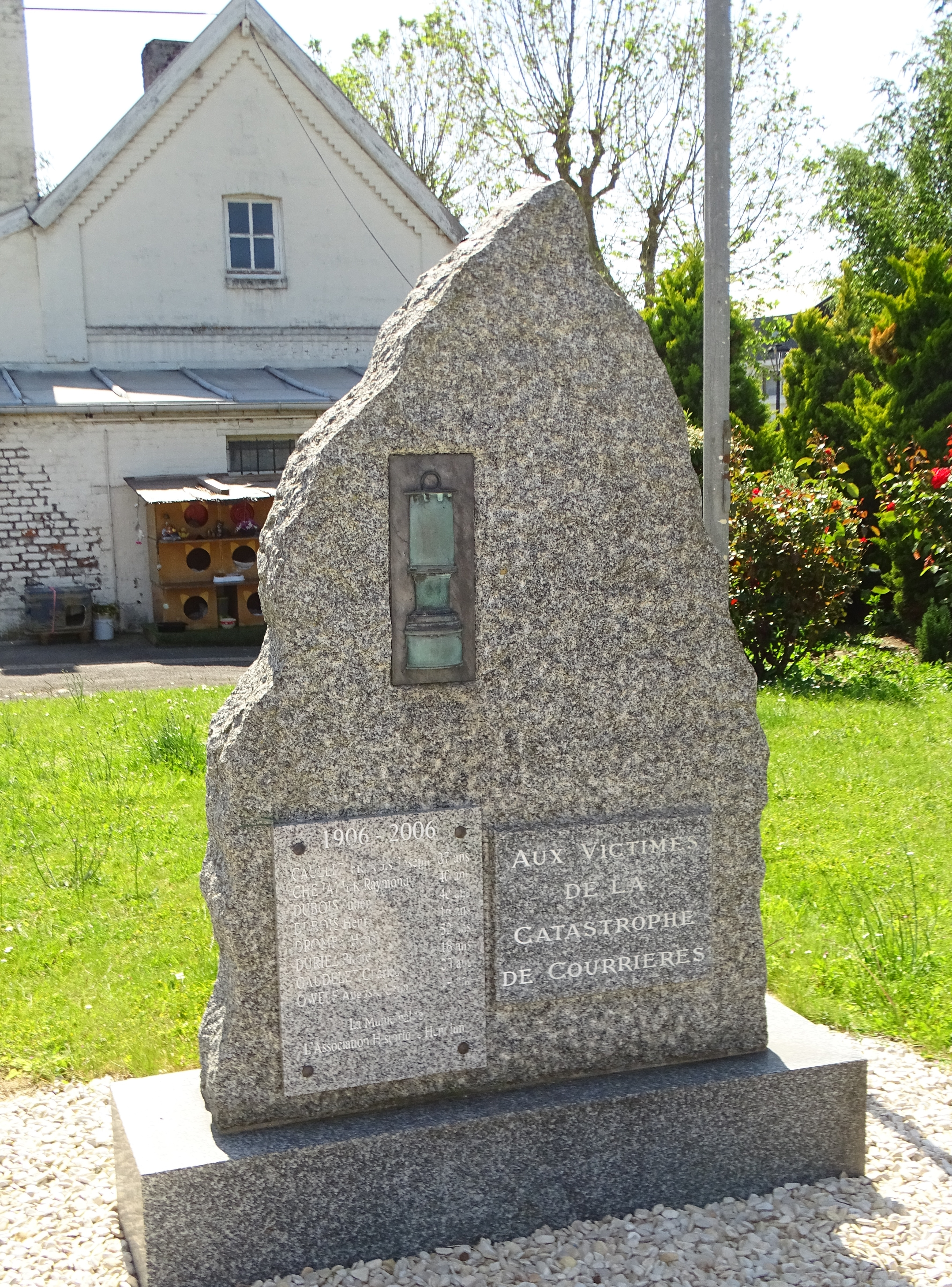
Le monument aux morts de la catastrophe de Courrières.

## Personnalités inhumées
- Vasil Borik, résistant et officier ukrainien.
- W. A. Gibbs, seule tombe de la Commonwealth War Graves Commission.
- Philippe François Joseph Sénéchal, Louis Dancoisne, Adolphe Charlon, anciens maires d'Hénin-Liétard.

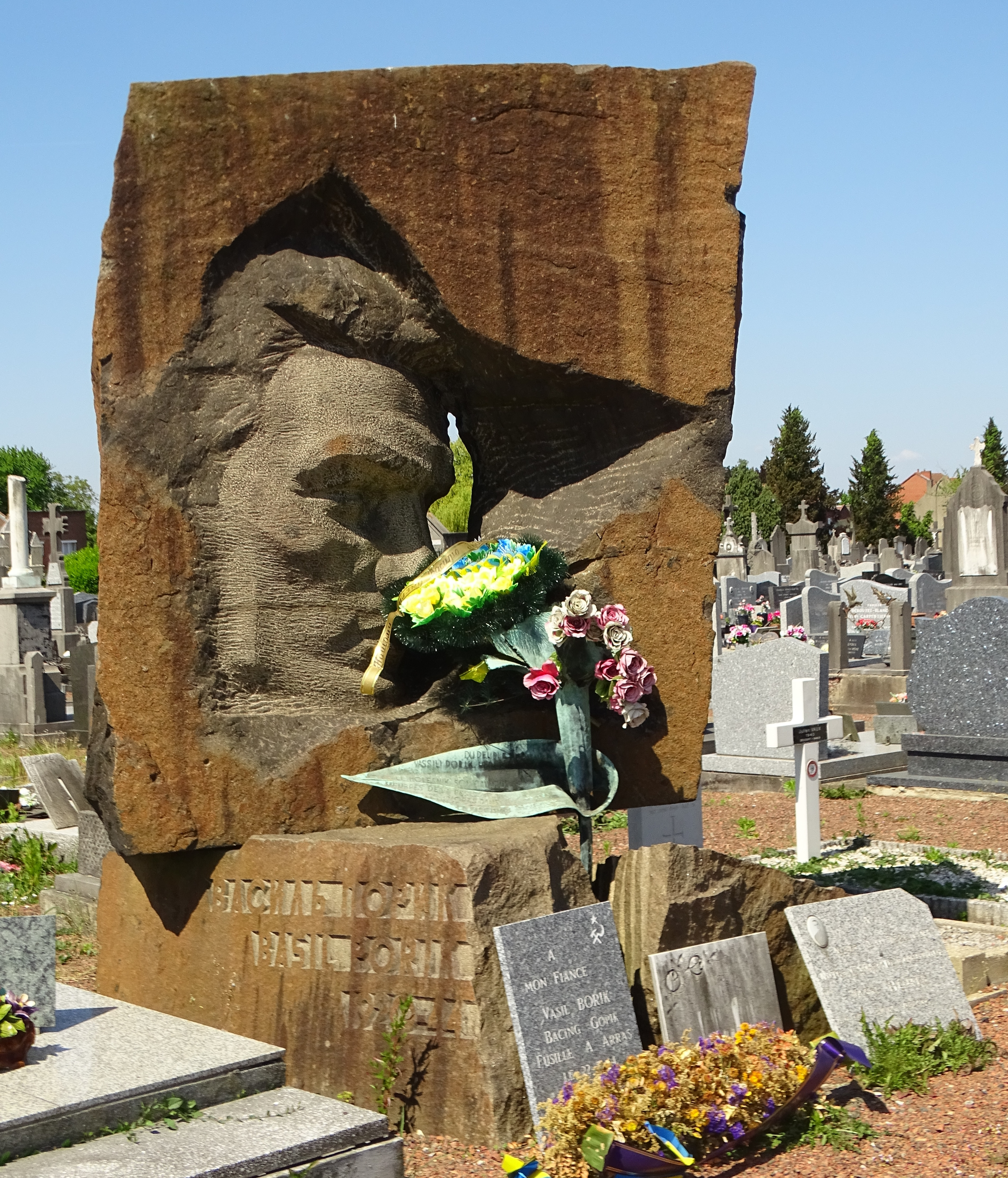
Tombe de Vasil Borik.
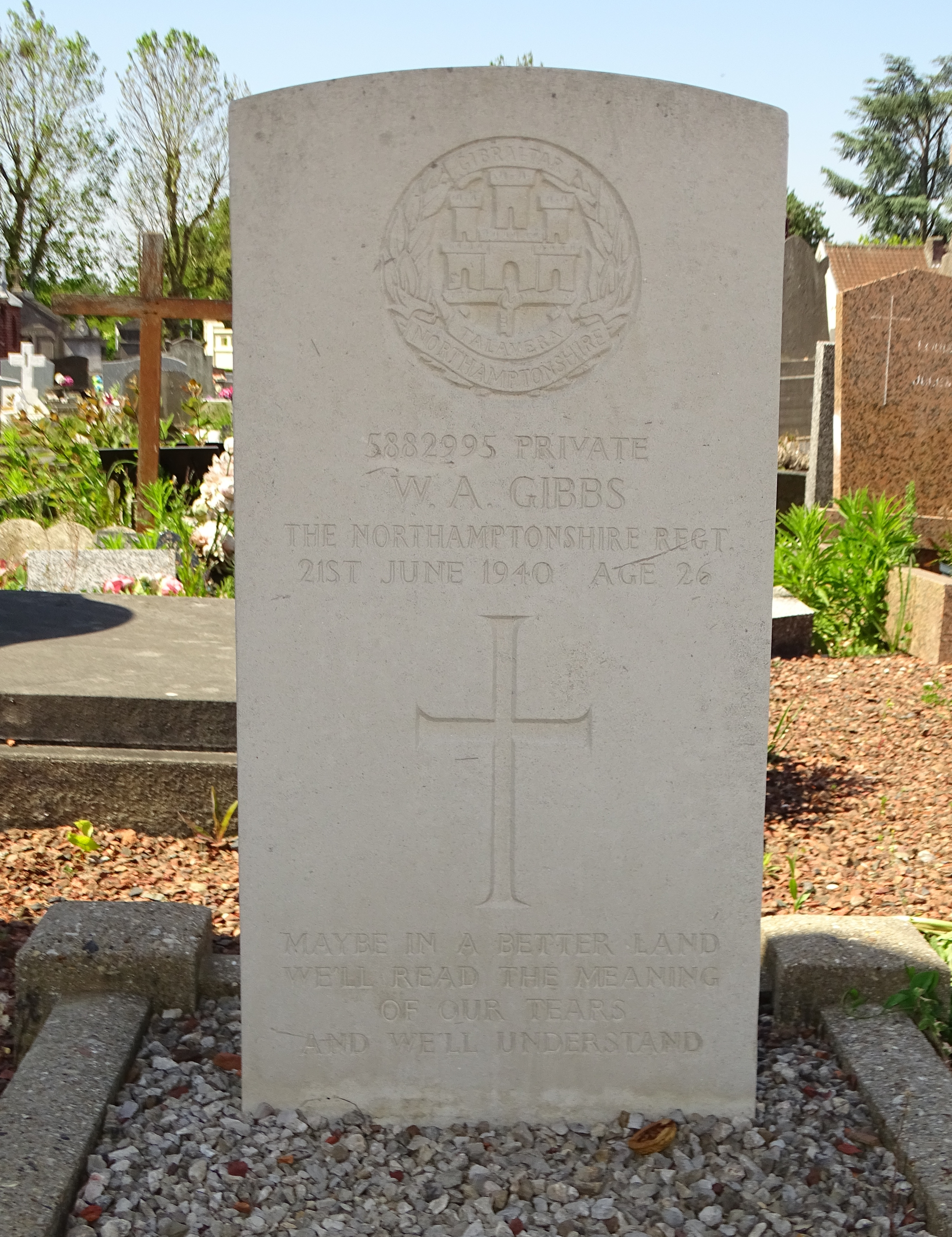
Tombe de W. A. Gibbs.
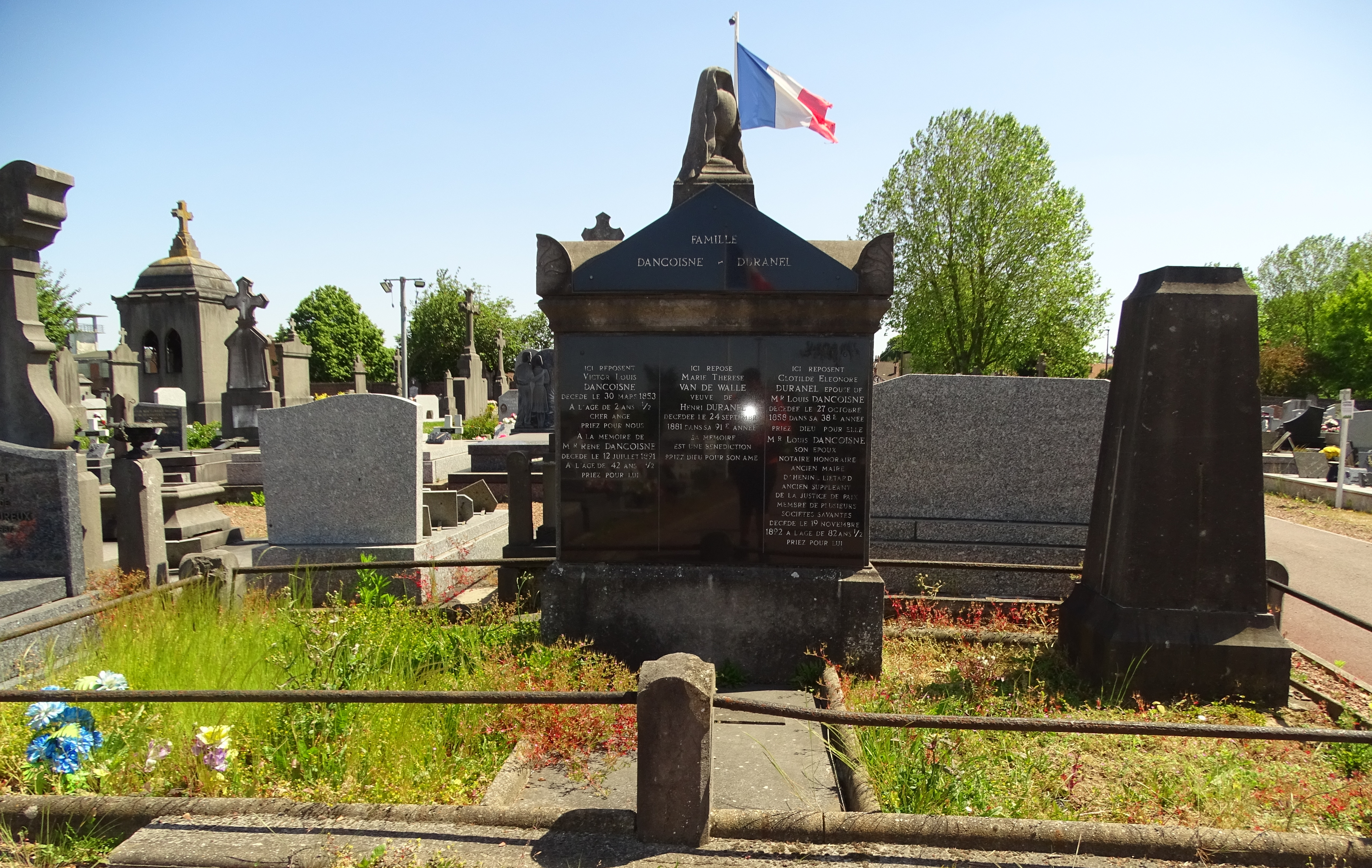
Tombe de Louis Dancoisne.
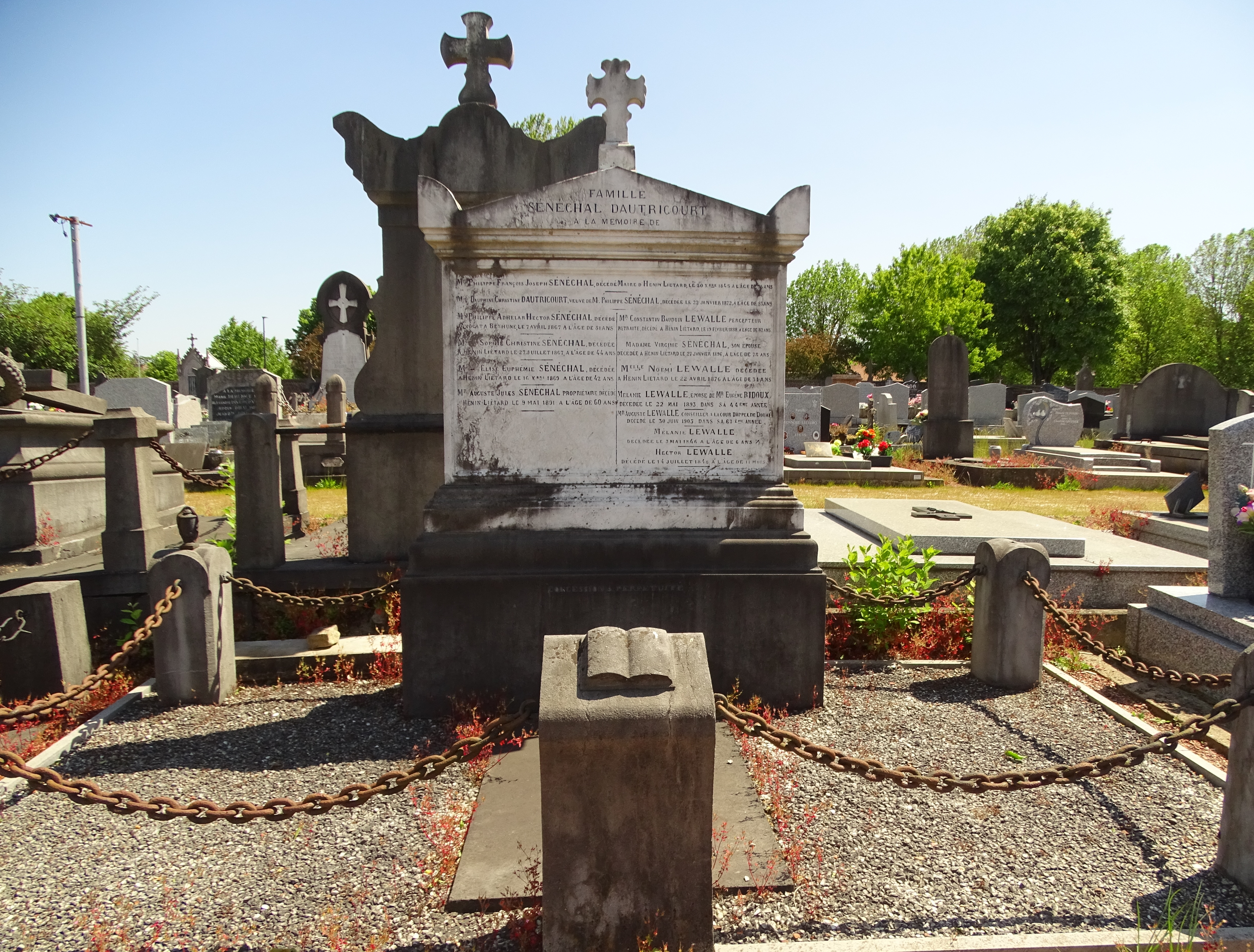
Tombe de Philippe François Joseph Sénéchal.
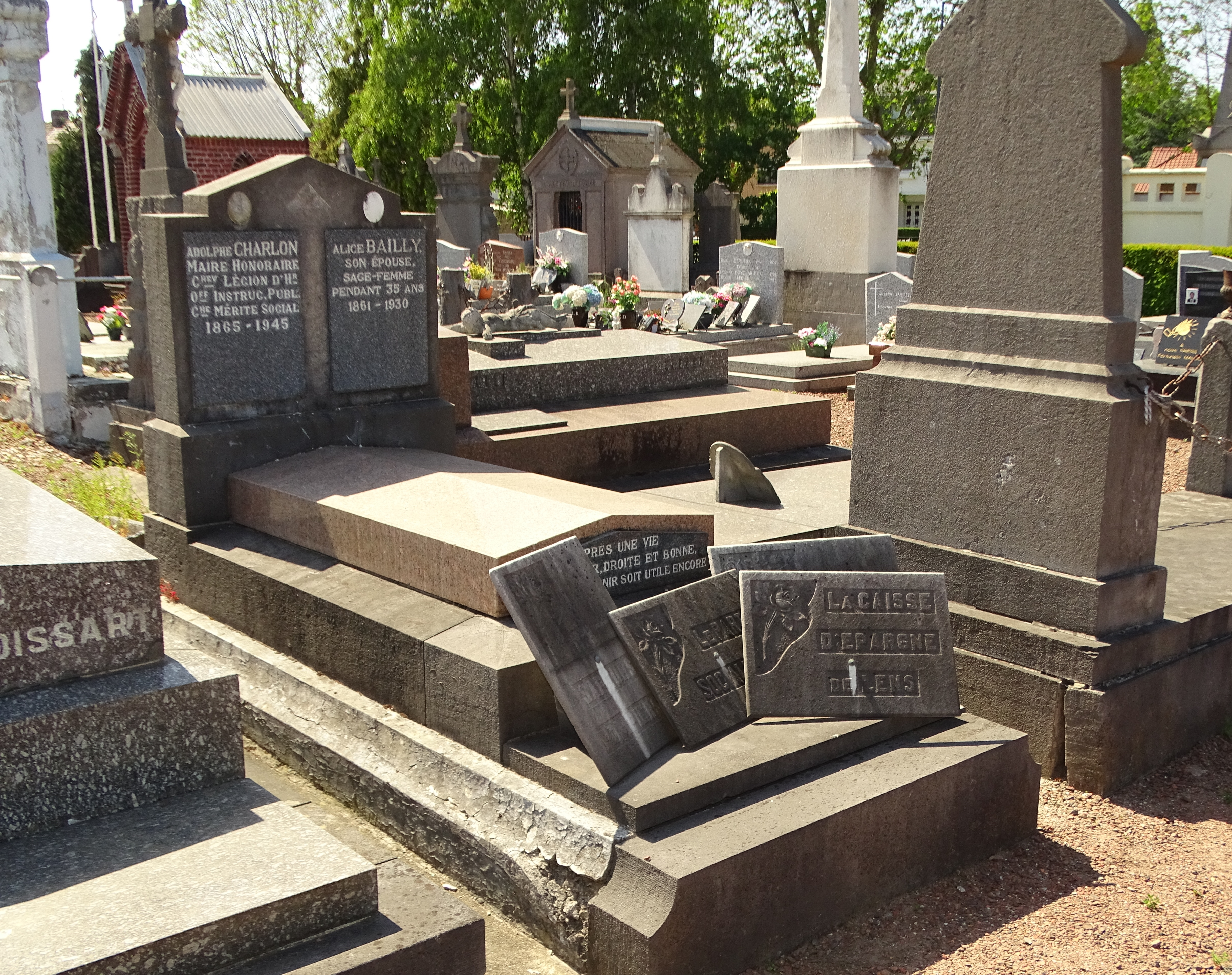
Tombe d'Adolphe Charlon.